# Takanori Gomi
Takanori Gomi (jap. 五味隆典 Gomi Takanori; ur. 22 września 1978) – japoński zapaśnik i zawodnik mieszanych sztuk walki, mistrz organizacji Shooto w wadze półśredniej (2001–2003) oraz mistrz PRIDE FC w wadze lekkiej (2005–2007).

## Kariera sportowa

### Zapasy
W szkole średniej trenował boks i baseball, następnie rozpoczął treningi w zapasach w stylu wolnym i catch wrestlingu. Czterokrotnie wygrał turniej All Japan Combat Wrestling Championships (mistrzostwa Japonii w submission wrestlingu).

### Mieszane sztuki walki
W MMA zadebiutował w 1998 roku. Walcząc dla organizacji Shooto, był niepokonany w 14 walkach z rzędu. W grudniu 2001 roku został mistrzem Shooto w wadze półśredniej, wygrywając z Rumina Sato przez jednogłośną decyzję. Pas utracił niespodziewanie w październiku 2003 roku w jego drugiej obronie na rzecz Joachima Hansena. Była to pierwsza porażka Gomiego w profesjonalnej karierze. Po kolejnej porażce (z B.J. Pennem na gali Rumble on the Rock 4), odszedł do organizacji PRIDE FC. W ciągu półtora roku odniósł serię 10 zwycięstw z rzędu, zwieńczoną zwycięstwem w turnieju Pride 2005 Lightweight Grand Prix. 31 grudnia 2005 roku, w finale tej imprezy, pokonał przez nokaut Hayato Sakurai, zostając mistrzem PRIDE w wadze lekkiej. Pas dzierżył do końca istnienia tej organizacji.
Po rozwiązaniu PRIDE FC podpisał kontrakt z nowo utworzoną japońską organizacją World Victory Road. 4 stycznia 2009 roku walczył z Satoru Kitaoką w walce o mistrzostwo WVR w wadze lekkiej. Przegrał przez poddanie w 1. minucie i 41. sekundzie pierwszej rundy (najszybsza porażka w karierze).
W marcu 2010 roku w swoim debiucie w amerykańskiej organizacji UFC przegrał przez poddanie z Kennym Florianem. Pierwsze zwycięstwo zanotował 1 sierpnia 2010 nokautując Tysona Griffina w 1. rundzie. Od 2011 przegrywa ważniejsze pojedynki kolejno z Clayem Guidą, Natem Diazem czy Joe Lauzonem. W tym czasie jego największym zwycięstwem (po znokautowaniu Griffina) było pokonanie na punkty zwycięzcy TUF'a Maca Danziga. Po przegranej z Koreańczykiem Dong Hyun Kim 23 września 2017, został z UFC zwolniony. W sumie jego rekord w organizacji wyniósł 4-9.
Krótko po zwolnieniu, pod koniec listopada związał się z rodzimym Rizin Fighting Federation, natomiast zadebiutował w niej 31 grudnia 2017 przeciwko rodakowi Yusuke Yachi z którym ostatecznie przegrał przez poddanie w pierwszej rundzie. 29 lipca 2018 podczas gali Rizin 11 przełamał zwycięską niemoc pokonując Amerykanina Melvina Guillarda przez KO w pierwszej rundzie.

## Osiągnięcia
Mieszane sztuki walki:
- 2001–2003: mistrz Shooto w wadze półśredniej (do 70 kg)
- 2005: Pride 2005 Lightweight Grand Prix – 1. miejsce w wadze lekkiej (do 73 kg)
- 2005–2007: mistrz PRIDE FC w wadze lekkiej

Zapasy:
- 1998: 2nd All Japan Combat Wrestling Championships – 3. miejsce w kat. 69 kg
- 2001: 5th All Japan Combat Wrestling Championships – 1. miejsce w kat. 69 kg
- 2002: 6th All Japan Combat Wrestling Championships – 1. miejsce w kat. 74 kg
- 2003: 8th All Japan Combat Wrestling Championships – 1. miejsce w kat. 74 kg
- 2007: 12th All Japan Combat Wrestling Championships – 1. miejsce w kat. 74 kg